# Agudo (kommun)
Agudo är en kommun i Spanien.   Den ligger i provinsen Provincia de Ciudad Real och regionen Kastilien-La Mancha, i den centrala delen av landet, 180 km sydväst om huvudstaden Madrid. Antalet invånare är 1 854.